# Élection sénatoriale partielle de 1938 dans les Côtes-du-Nord
Une élection sénatoriale partielle dans les Côtes-du-Nord a lieu le dimanche 15 mai 1938. Elle a pour but d'élire le sénateur représentant le département au Sénat à la suite du décès d'Yves Le Trocquer.

## Contexte départemental
Lors du scrutin sénatorial du 20 octobre 1929 dans les Côtes-du-Nord, Yves Le Trocquer faisait partie des cinq sénateurs élus dans le département.

## Sénateur sortant
| Sénateur | Sénateur         | Parti   | Fonctions lors de l'élection en 1929 |
| -------- | ---------------- | ------- | ------------------------------------ |
|          | Yves Le Trocquer | G. rad. |                                      |

## Présentation des candidats
| Candidats | Candidats                | Parti     | Fonctions                              |
| --------- | ------------------------ | --------- | -------------------------------------- |
|           | Jean-Baptiste Le Monnier | Rad. soc. | Conseiller général, maire de Ploubalay |
|           | M. Rallion               | SFIO      |                                        |
|           | Jean Betfert             | Rad. ind. | Conseiller général, maire de Ruca      |
|           | Yves Quesseveur          | RG        |                                        |

## Résultats
|                           | Jean Betfert             | Rad. ind.      | 576    | 47,44  | 644     | 52,40   |  |  |
|                           | Jean-Baptiste Le Monnier | Rad. soc.      | 362    | 29,82  | 577     | 46,95   |  |  |
|                           | M. Rallion               | SFIO           | 176    | 14,50  | Retrait | Retrait |  |  |
|                           | Yves Quesseveur          | RG             | 29     | 2,39   |         |         |  |  |
|                           | André Lorgeré            | Rad. soc.      | 25     | 2,06   |         |         |  |  |
|                           | Louis de Chappedelaine   | G. rad.        | 19     | 1,56   |         |         |  |  |
|                           | Henri Le Vézouët         | Rad. soc.      | 12     | 0,99   |         |         |  |  |
|                           | Pierre Michel            | Rad.           | 9      | 0,74   |         |         |  |  |
|                           | Joseph Gautier           | PDP            | 2      | 0,16   |         |         |  |  |
|                           | M. Béthuel               | Rad.           | 1      | 0,08   |         |         |  |  |
|                           | M. Bouguen               | Rad. ind.      | 1      | 0,08   |         |         |  |  |
|                           | Édouard-Alfred Delpierre | G. rad.        | 1      | 0,08   |         |         |  |  |
|                           | Divers                   | Divers         | Divers | Divers | 8       | 0,65    |  |  |
|                           |                          |                |        |        |         |         |  |  |
| Inscrits                  | Inscrits                 | Inscrits       | 1 238  | 100,00 | 1 238   | 100,00  |  |  |
| Votants                   | Votants                  | Votants        | 1 238  | 100,00 | 1 238   | 100,00  |  |  |
| Blancs et nuls            | Blancs et nuls           | Blancs et nuls | 24     | 1,94   | 9       | 0,73    |  |  |
| Exprimés                  | Exprimés                 | Exprimés       | 1 214  | 98,06  | 1 229   | 99,27   |  |  |
| En italique, non candidat |                          |                |        |        |         |         |  |  |